# Diethelm von Krenkingen

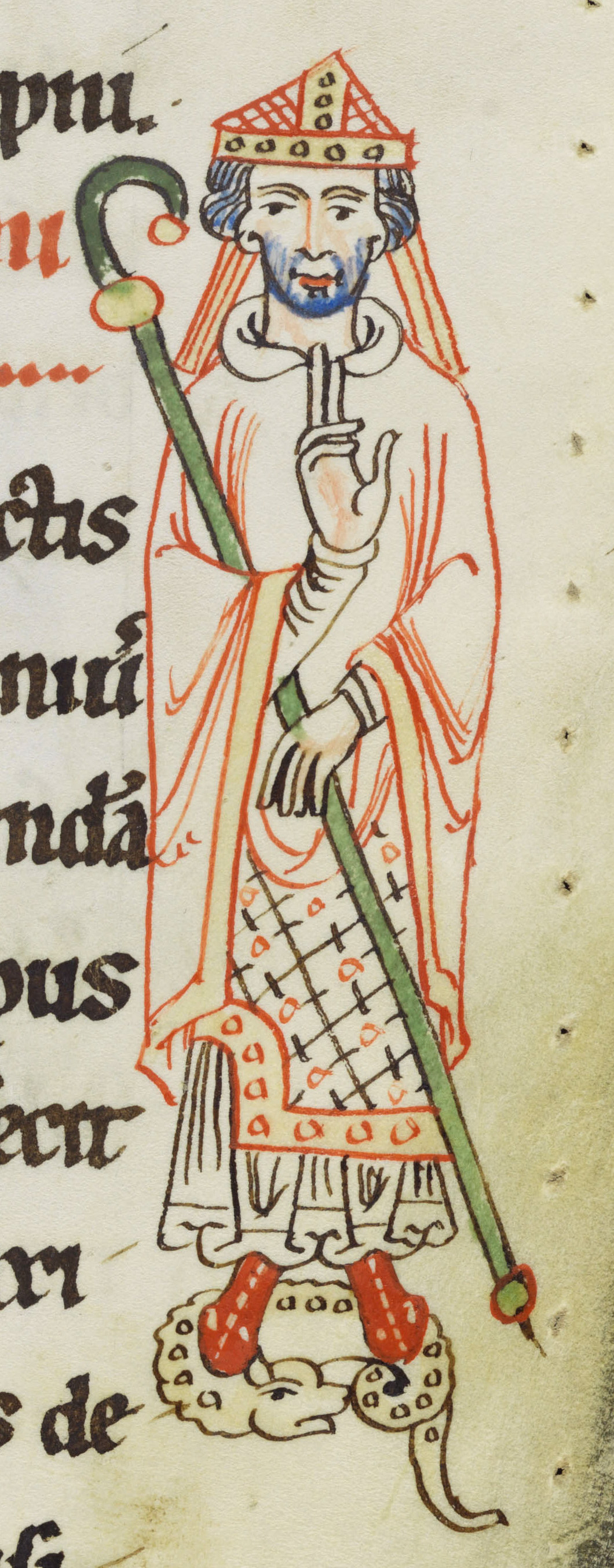
Diethelm von Krenkingen (Miniatur des 13. Jahrhunderts)

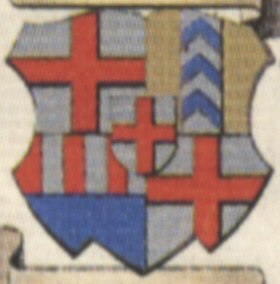
Wappentafel Bischöfe Konstanz 25 – Diethelm von Krenkingen

Diethelm von Krenkingen (1169 erstmals erwähnt; † 12. April 1206 im Kloster Salem) war von 1157 bis 1161 Abt des Klosters Rheinau, von 1169 bis 1206 des Klosters Reichenau und von 1189 bis 1206 Bischof von Konstanz.

## Leben
Diethelm von Krenkingen stammte aus einer edelfreien Familie der Freiherren von Krenkingen, welche zwischen dem südlichen Schwarzwald und dem Randen begütert war. Er bezeichnet in einer Urkunde von 1210 den Bischof von Salzburg Eberhard von Regensberg und den Bischof von Gurk Walther von Vatz als seine mütterlichen Oheime.
Er war zunächst Mönch des Klosters Reichenau. 1169 wurde er von Friedrich Barbarossa zum Abt des Reichenauer Klosters ernannt. Er begab sich nach Rom zu Papst Urban III. (Papst von 1185 bis 1187) und erhielt den Segen und die Weihe als Abt. 1189 wurde Diethelm als mächtiger Abt der Reichenau in Personalunion zum Bischof des Bistums Konstanz ernannt, der damals größten deutschen Diözese. Er war zudem enger politischer Berater von Philipp von Schwaben, dem jüngsten Sohn Friedrich Barbarossas (ab 1198 römisch-deutscher König). Diethelm von Krenkingen wurde von Philipp 1197 mit der Verwaltung des Herzogtums Schwaben betraut. Wegen seiner politischen Einmischungen und der Nähe zum staufischen Herrscherhaus  wurde Diethelm von 1201 bis 1204 von Papst Innozenz III. unter Kirchenbann gestellt. Diethelm von Krenkingen legte sein Bischofsamt 1206 nieder.
Diethelm engagierte sich insbesondere um die Zisterzienserabtei in Salem, wo er auf eigenen Wunsch hin seine letzte Ruhestätte fand.